# William Henry Holmes

Cuenco Tusayan, ilustración de Holmes, Cerámica de los pueblos antiguos, 1886

William Henry Holmes (Condado de Harrison, Ohio, 1 de diciembre de 1846 – Royal Oak, 20 de abril de 1933), conocido como W. H. Holmes, fue un explorador, antropólogo, arqueólogo, artista, ilustrador científico, cartógrafo, alpinista, geólogo y conservador y director de museos.

## Biografía

### Primeros años y educación
William Henry Holmes nació en una granja cerca de Cádiz, en el condado de Harrison, Ohio, hijo de Joseph y Mary Heberling Holmes el 1 de diciembre de 1846. Uno de sus antepasados fue el reverendo Obadiah Holmes, quien emigró a Salem, Massachusetts en 1638. William Henry Holmes se graduó de la Escuela Normal McNeely, Hopedale, Ohio en 1870 y luego enseñó brevemente dibujo, pintura, historia natural y geología en la escuela. En 1889 la escuela le otorgó un título honorario de A.B. (Bachelor of Arts). Más tarde, en 1918, Holmes recibió un doctorado honorario en ciencias de la Universidad George Washington, Washington D. C. por su trabajo y logros.

### Estudios Geológicos de los Estados Unidos

#### Encuesta Hayden
En 1871, fue a Washington D. C., para estudiar arte con Theodore Kaufmann. Su talento pronto llamó la atención de los científicos de la Institución Smithsonian, en particular Fielding Bradford Meek, y Holmes fue empleado dibujando y dibujando conchas fósiles y conchas de moluscos vivos. En 1872, Holmes se convirtió en artista/topógrafo con el estudio gubernamental de Ferdinand Vandeveer Hayden, reemplazando a Thomas Moran Su primer viaje al oeste fue al recién establecido Parque Nacional de Yellowstone. Durante la década de 1870, Holmes ganó una reputación nacional como ilustrador científico, cartógrafo, arqueólogo pionero y geólogo. Su trabajo sobre el laccolito influyó en el propio trabajo de Grove Karl Gilbert sobre el mismo. En el campo, Holmes trabajó estrechamente con el fotógrafo William H. Jackson y de vuelta en Washington ayudó a producir el gran logro de Hayden, el "Atlas Geológico y Geográfico de Colorado, y Partes del Territorio Adyacente" (1877, 1881).

#### Encuesta Dutton
Después que el Hayden Survey fue absorbido por el Servicio Geológico de los Estados Unidos en 1879, Holmes fue a Múnich, para continuar sus estudios de arte con Frank Duveneck y tomar lecciones de "creación de museos" de Adolphe B. Meyer del Museo de Antropología de Dresde. A su regreso a los Estados Unidos, fue contratado por el Servicio Geológico y asignado a Clarence Dutton como geólogo e ilustrador. Holmes ilustró el atlas de Dutton "Historia terciaria del distrito del Gran Cañón" (1882); su tríptico panorama del Gran Cañón desde Point Sublime es una obra maestra de la ilustración científica estadounidense. También fue un notable alpinista, y un pico en el Parque Nacional de Yellowstone, Mount Holmes, fue nombrado en su honor. En 1875, Holmes comenzó a estudiar los restos de la cultura Pueblo Ancestral en el río San Juan región de Utah. Sus modelos de antiguas ruinas indias fueron una sensación en la Exposición Internacional del Centenario en Filadelfia. Holmes se interesó particularmente en la cerámica prehistórica y el arte de la concha | concha animal, produciendo las obras publicadas de "Art in Shell of the American Indians" (1883) y "Pottery of the Ancient Pueblos (1886)". Amplió estos estudios para incluir textiles, y se hizo conocido como experto en artes antiguas y existentes producidas por nativos americanos del suroeste. En 1889 descubrió y reportó petroglifos de cuevas indias (Good Hope, Virginia Occidental).

### Institución Smithsonian
Holmes dejó el Geological Survey en 1889 para convertirse en arqueólogo de la Oficina de Etnología Americana de la Institución Smithsonian. Dejó Washington temporalmente, de 1894 a 1897, para servir como curador de antropología en el Field Columbian Museum en Chicago, tiempo durante el cual dirigió una expedición a México. Regresó al Smithsonian en 1897 para servir como curador jefe de antropología en el Museo Nacional de los Estados Unidos. De 1902 a 1909 se desempeñó como Jefe (es decir, director) de la Oficina de Etnología Americana, sucediendo a John Wesley Powell. Durante este período estudió los montículos indios Etowah de la cultura Mississippian en Georgia, y en 1903, publicó su "Síntesis de cerámica". En 1905, Holmes fue elegido miembro de la American Antiquarian Society. En 1910, se convirtió en presidente de la División de Antropología del Museo Nacional de los Estados Unidos. En 1920, Holmes se convirtió en el director de la Galería Nacional de Arte (ahora el Smithsonian American Art Museum), donde reunió exhibiciones de arte indio de la costa noroeste. Publicó muchos trabajos sobre temas arqueológicos y antropológicos. Editó publicaciones geológicas, incluyendo Hayden's Atlas of Colorado y los informes undécimo y duodécimo del Servicio Geológico. Sus libros incluyen: "Handbook of Aboriginal American Antiquities" (1919).
En 1899, fue elegido como miembro de la Sociedad Filosófica Americana.

### Últimos años
Holmes vivió con su hijo en Royal Oak, Míchigan, tras su retiro en 1932 del cargo de director de la Galería Nacional de Arte. Murió el 20 de abril de 1933.

### Arte
En el año de su muerte, se celebró una exposición conmemorativa de noventa y dos obras de arte de Holmes en la Galería de Arte Corcoran. Como profesor, sus alumnos incluyeron Susan Brown Chase.

### Legado
De las muchas contribuciones y logros de Holmes, es probablemente más conocido por el papel que desempeñó en la controversia sobre la antigüedad de los humanos en América. Holmes insistió en que las afirmaciones sobre la presencia temprana de humanos deberían someterse a las pruebas más rigurosas. Su posición sobre este asunto tuvo una influencia sana y conservadora en lo que es una de las cuestiones más fundamentales de la arqueología estadounidense. Hay dos cumbres montañosas nombradas en su honor: el Monte Holmes en el Parque Nacional de Yellowstone, y el Monte Holmes en las montañas Henry de Utah.

## Galería

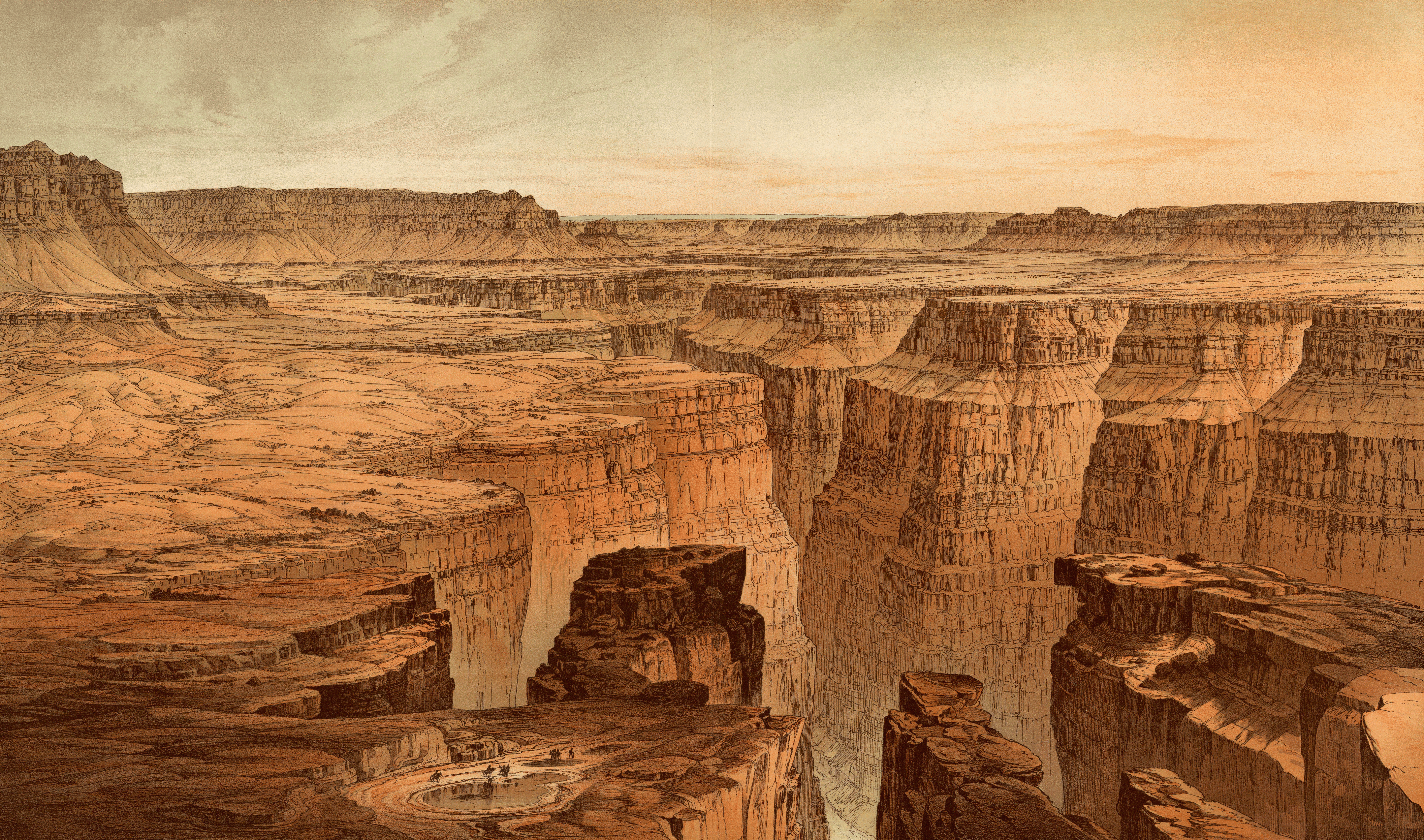
Grand Canyon at the foot of the Toroweap - looking east, sheet VI, in Clarence E. Dutton, The Tertiary History of the Grand Cañon District (Holmes, 1882)
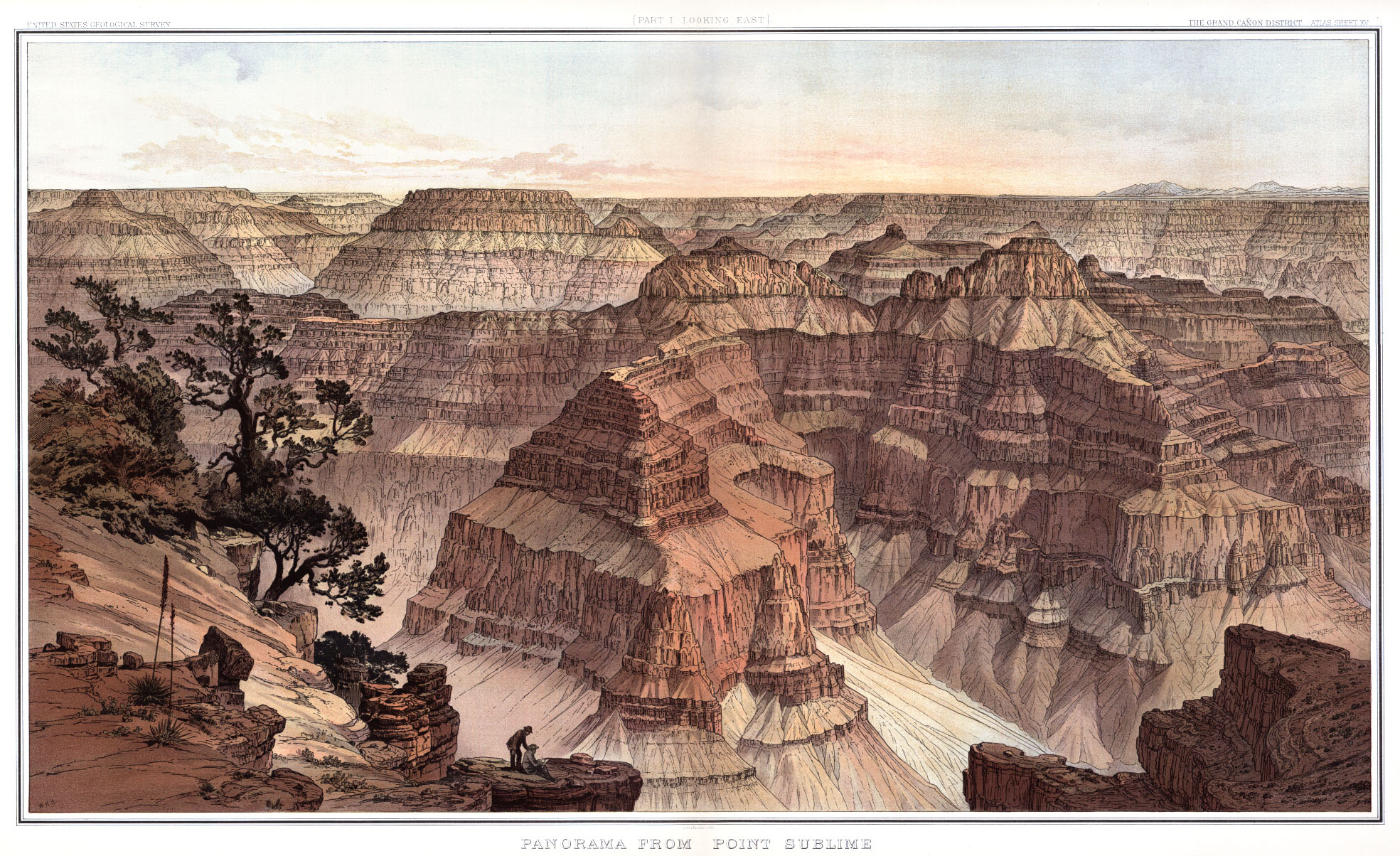
Panorama from Point Sublime, illustration of the Grand Canyon by Holmes, published in Clarence E. Dutton, The Tertiary History of the Grand Cañon District (1882), sheet XV.
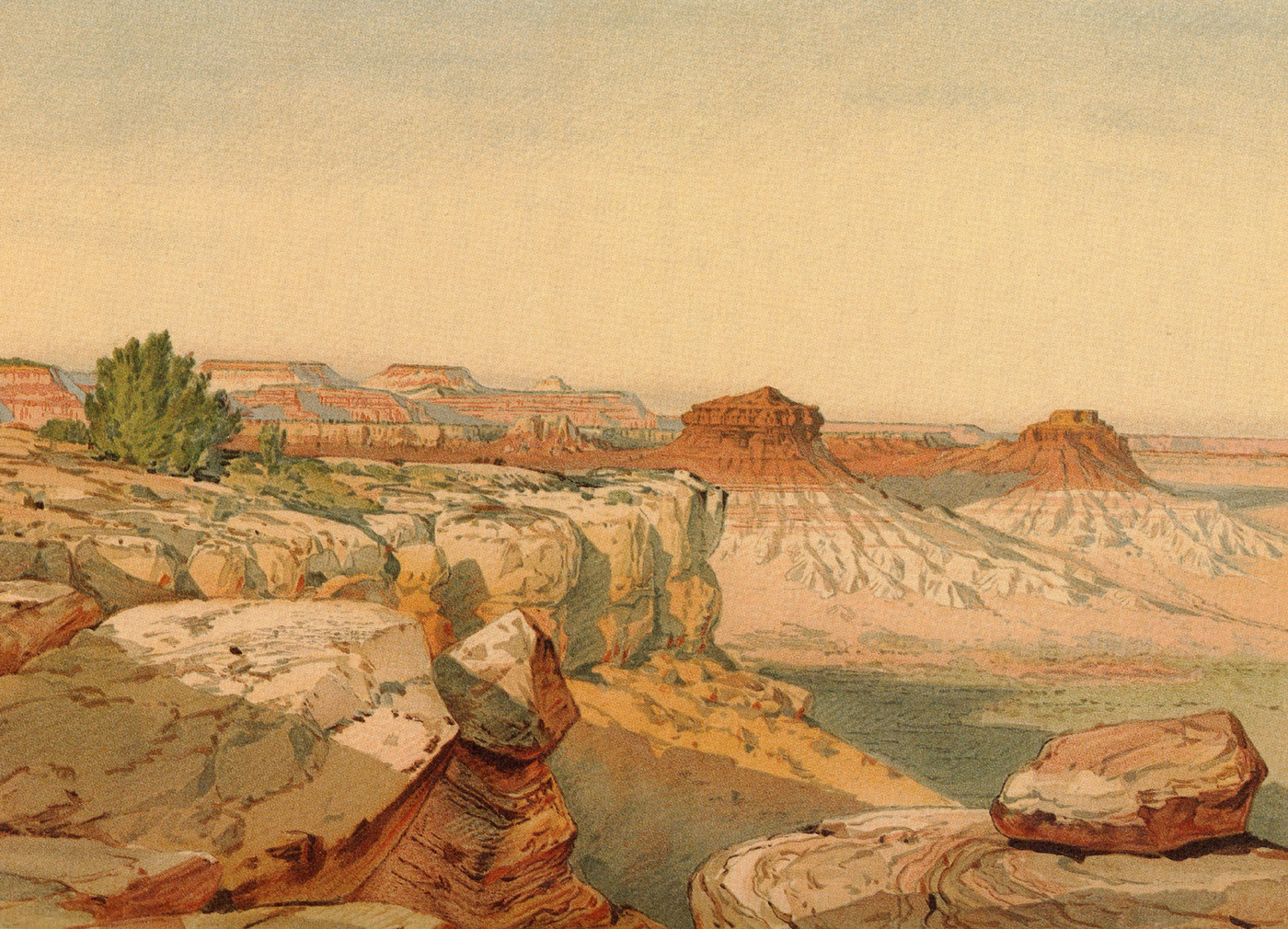
Sunset on the Kanab Desert. From the brink of the Permian Cliff - a Permian butte in the foreground, the Vermillion Cliffs in the distance, and the Jurassic white sandstone in the extreme background. Grand Canyon District, Mohave County, Arizona. (Holmes, 1877)
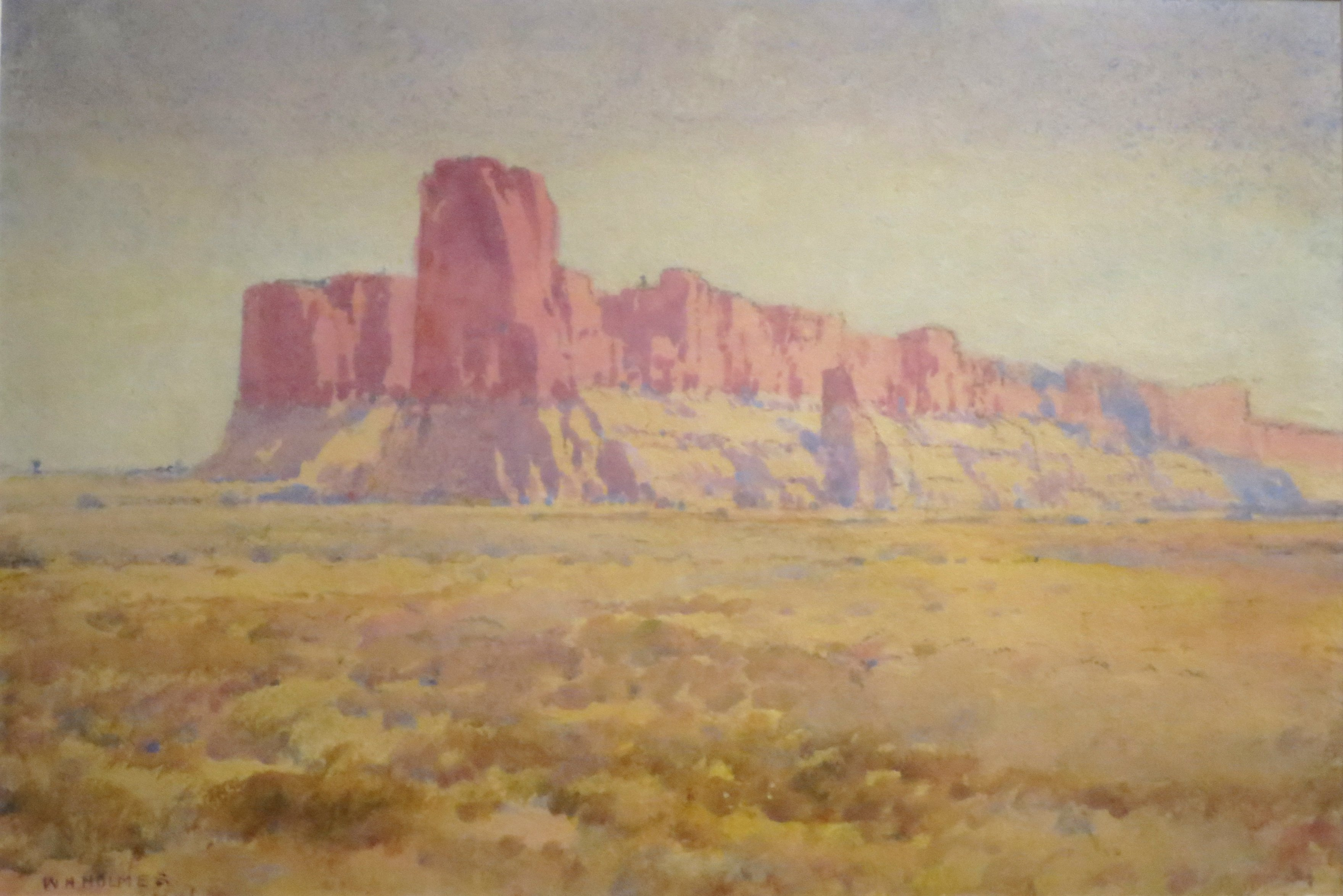
Mesa Encantada (Holmes, 1914)